# Iconotropía
Iconotropía (literalmente, "movimiento del símbolo") es un concepto que se refiere a la apropiación y relectura de los símbolos de unas religiones más antiguas por otras. Esta tergiversación iconológica puede ser deliberada o accidental. Lo usa de esta manera el escritor Robert Graves en su libro Los mitos hebreos.
- Datos: Q5908177